# Brainwashed (сайт)
Brainwashed — некоммерческий интернет-сайт, посвящённый электронной музыке.

## История сайта
Сетевой ресурс Brainwashed основан 16 апреля 1996 года веб-мастером и радио-диджеем из Бостона Джоном Уитни, бывшим сотрудником крупного американского рекорд-лейбла. Первоначально сайт служил хостингом для страниц музыкальных коллективов, поклонником которых являлся Уитни, таких как Meat Beat Manifesto и Greater Than One.
В течение последующих нескольких лет проект Brainwashed значительно разросся.  К 2000 году сайт содержал страницы, посвящённые 35 независимым исполнителям и пяти рекорд-лейблам, и привлекал до ста тысяч посетителей ежедневно. К 2004 году там появились интернет-архивы более 50 групп (включая Cabaret Voltaire, Coil, Current 93, Death in June, The Legendary Pink Dots, Nurse with Wound, Organum, Throbbing Gristle и др.), некоторые из которых имеют статус официальных сайтов, а ресурс Brainwashed превратился в полноценный интернет-журнал, где стали публиковаться рецензии на альбомы (Уитни одним из первых начал включать в свои отзывы семплы из рецензируемых альбомов), новости из мира электронной музыки, пользовательские голосования и т. п. На сайте также выложены более 100 интервью, записанных Уитни с представителями независимой музыкальной индустрии. 
Действующий при интернет-журнале с 1998 года лейбл звукозаписи Brainwashed Recordings самостоятельно выпустил несколько десятков синглов и альбомов, в частности, диски Coil, Greater Than One, Meat Beat Manifesto, Thighpaulsandra и др. исполнителей электронной музыки. Сетевой ресурс Brainwashed также выступал организатором музыкального фестиваля Brainwaves, проходившего недалеко от Бостона, в городе Арлингтон, штат Массачусетс.
Активность интернет-проекта Brainwashed в продвижении творчества независимых исполнителей была замечена профессиональными средствами массовой информации: Би-би-си неоднократно ссылалась на него в качестве источника музыкальных новостей, статьи, посвящённые сайту, появились в изданиях Billboard, CMJ и Entertainment Weekly, а британский музыкальный журнал The Wire назвал Brainwashed «многолетним сетевым пристанищем для андеграундной музыки». По словам Джона Уитни, благодаря Brainwashed он смог подружиться со многими своими кумирами, и не приносящая дохода деятельность по поддержанию сайта ему гораздо приятнее работы на рекорд-лейблы, где он был лишь «винтиком в гигантской производственной машине».